# اس‌سیتالوپرام
اس‌سیتالوپرام (به انگلیسی: Escitalopram)، که تحت نام تجاری لگزوپرام،لگزاتال؛ ازیپم، سیپرالکس و … به فروش می‌رسد، یک ضد افسردگی از نوع بازدارنده‌های بازجذب سروتونین (SSRI) است. اس‌ سیتالوپرام به‌طور عمده برای درمان اختلال افسردگی اساسی یا اختلال اضطراب فراگیر تعمیم یافته‌است.اس سیتالوپرام دارای اثرات آرامبخشی و نیز شل کنندگی عضلات است. آن را از طریق دهان مصرف می‌کنند.
عوارض جانبی رایج عبارتند از خواب کم، حالت تهوع، ناکارآمدی جنسی و احساس خستگی، عوارض جانبی جدی‌تر ممکن است شامل موارد خودکشی در افراد زیر ۲۵ سال باشد. مشخص نیست که استفاده از آن در حین بارداری یا شیردهی امن باشد. اس‌سیتالوپرام ایزومرفضایی (stereoisomer) سیتالوپرام از داروهای قبلی است، از این رو نام آن اس‌سیتالوپرام گذاشته‌اند.
Escitalopram برای استفاده پزشکی در ایالات متحده در سال ۲۰۰۲ تصویب شد. در سال ۲۰۱۷، این بیستمین داروی رایج در ایالات متحده با بیش از ۲۵ میلیون نسخه بود.

## کاربردهای پزشکی
Escitalopram دارای تأیید FDA برای درمان اختلال افسردگی اساسی در نوجوانان و بزرگسالان و اختلال اضطراب عمومی در بزرگسالان است. در کشورهای اروپایی و انگلیس برای افسردگی (MDD) و اختلالات اضطرابی تصویب شده‌است، این موارد عبارتند از: اختلال اضطراب عمومی (GAD)، اختلال اضطراب اجتماعی (SAD)، اختلال وسواسی-جبری (OCD) و اختلال هراس با یا بدون آگورافوبیا.

### افسردگی
Escitalopram برای معالجه اختلال افسردگی اساسی براساس چهار کارآزمایی کنترل شده با دارونما، دو سو کور توسط تأیید شد. در سال ۲۰۱۸، یک بررسی منظم و متاآنالیز با مقایسه اثربخشی و پذیرش ۲۱ داروی ضد افسردگی، نشان داد که اس‌سیتالوپرام یکی از مؤثرترین‌ها است. تأثیرات دارو معمولاً بعد از چند هفته از شروع مصرف آشکار می‌شود.

### اختلال اضطرابی
به نظر می‌رسد که اسیتالوپرام در درمان اختلال اضطراب عمومی در درمان اضطراب مؤثر است. به نظر می‌رسد که اس‌سیتالوپرام در درمان اختلال اضطراب اجتماعی مؤثر است.

### سایر
اس‌سیتالوپرام و سایر SSRIها در کاهش علائم سندرم قبل از قاعدگی، در مرحله لوتئال یا به‌طور مداوم، مؤثر هستند.

## عوارض جانبی
نشان داده شده‌است که اس‌سیتالوپرام، مانند سایر SSRIها، عملکرد جنسی را تحت تأثیر قرار می‌دهد و باعث ایجاد عوارض جانبی مانند کاهش میل جنسی، انزال تأخیری و آنورگاسمی می‌شود. تحلیلی که توسط FDA انجام شده‌است افزایش خودکشی در بزرگسالان تحت درمان با اس‌سیتالوپرام را نشان داد. به دلیل نادر بودن حوادث خودکشی در کارآزمایی‌های بالینی، نتیجه‌گیری محکم با نمونه‌های بزرگتر لازم است. اس‌سیتالوپرام با افزایش وزن همراه نیست. به عنوان مثال، میانگین ۰٫۶ کیلوگرم تغییر وزن بعد از ۶ ماه از درمان برای افسردگی گزارش شده که تفاوت کمی با تغییر وزن ناشی از دارونما داشت.سیتالوپرام و اس‌سیتالوپرام با طولانی شدن  فاصله QT وابسته به دوز همراه هستند و نباید در افراد مبتلا به سندرم QT مادرزادی طولانی یا در ترکیب با داروهای دیگر که باعث طولانی شدن فاصله QT می‌شوند، استفاده شود. اندازه‌گیری‌های ECG باید برای بیماران قلبی در نظر گرفته شود و قبل از شروع درمان،  اختلالات الکترولیت اصلاح می‌شود. . نگرانی از نرخ بالاتر طولانی تر شدن QT در مقایسه با SSRIهای دیگر وجود دارد.

### خستگی و عوارض جانبی شناختی
برخی بیماران در دوره ای از اس‌سیتالوپرام میزان بالایی از خستگی و خواب‌آلودگی را گزارش می‌کنند.

### علائم ترک
قطع اس‌سیتالوپرام، به ویژه ناگهانی، ممکن است باعث برخی علائم ترک جمله تجربه احساس «شوک الکتریکی»، سرگیجه، افسردگی حاد و  تحریک پذیری، و همچنین احساس بی‌قراری شود.

### اختلال عملکرد جنسی
علایم شایع عبارتند از اختلال در نعوظ، فقدان لذت، کاهش میل جنسی، انزال دیررس، عدم ارگاسم و خشکی واژن است.

## بارداری
مواجهه به داروهای ضد افسردگی در حین بارداری ممکن است این عوارض را داشته باشد: افزایش خطر زایمان زودرس (۵۵ درصد)، وزن کم هنگام تولد، و نمرات Apgar پایین‌تر (با <۰٫۴ امتیاز). قرار گرفتن در معرض داروهای ضد افسردگی با افزایش خطر سقط خودبخودی همراه نیست. ارتباطی بین استفاده از SSRI در دوران بارداری با مشکلات قلبی در نوزاد مشاهده شده‌است. مزایای استفاده در دوران بارداری ممکن است از اثرات منفی احتمالی بر کودک بیشتر باشد.

## مصرف بیش از حد
دوزهای زیاد اس‌سیتالوپرام معمولاً باعث اثرات نسبتاً ناچیزی از قبیل آشفتگی و تاکی‌کاردی می‌شود. اما ممکن است در بعضی موارد دیسکینزی، هیپرتونی و  کلونوس رخ دهد.